# Anne Hahn
Anne Hahn (* 10. Juni 1966 in Magdeburg) ist eine deutsche Autorin.

## Leben

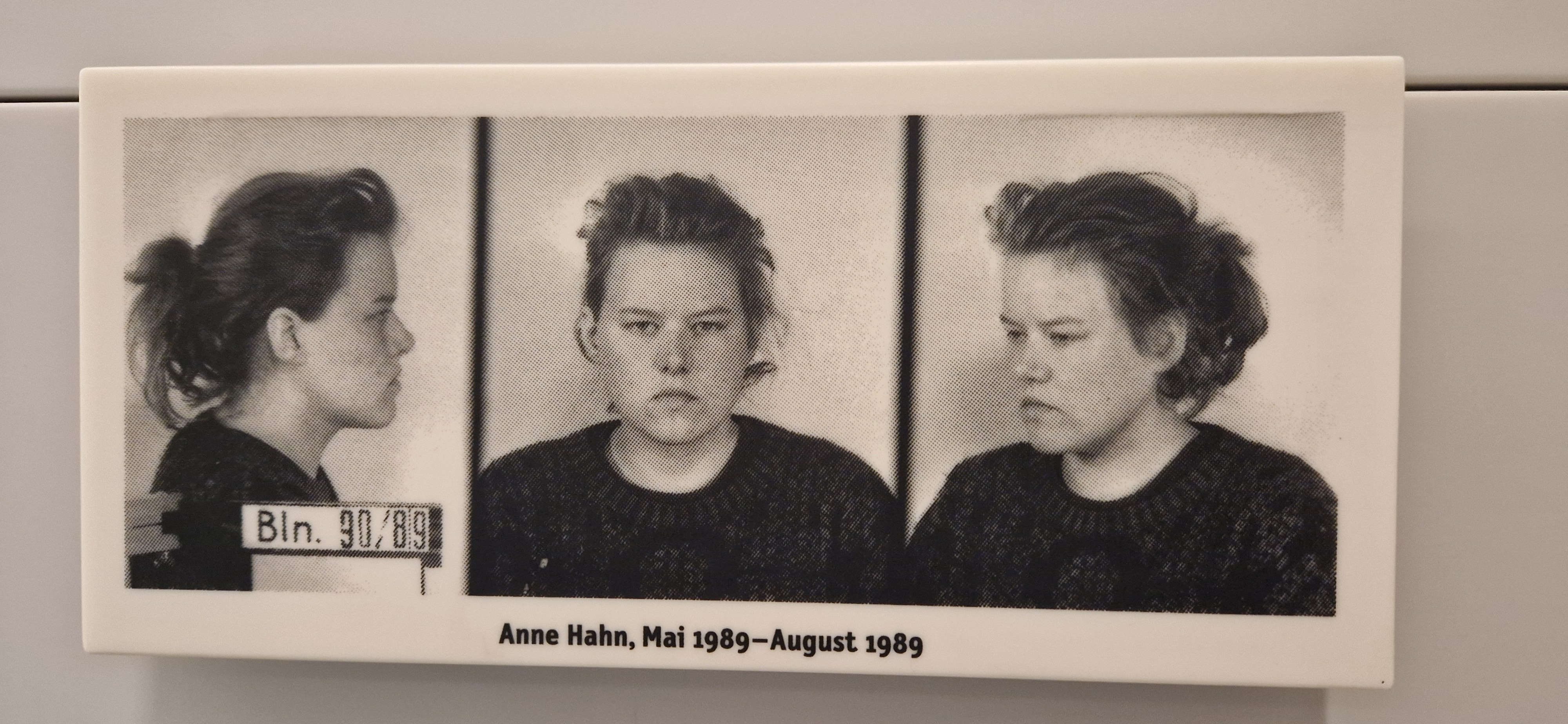
Fotos von Hahn, Gedenkstätte Berlin-Hohenschönhausen (1989)

Nachdem Anne Hahn, gelernte Krankenschwester, in Magdeburg Punk-Konzerte organisiert hatte, konnte sie einen zugesagten Studienplatz für Kulturwissenschaft nicht antreten. Wegen Versuchen, sie als IM für das MfS zu gewinnen, beschloss sie, in die Bundesrepublik Deutschland zu fliehen. Das Vorhaben scheiterte im Mai 1989 an der aserbaidschanischen Grenze zum Iran. Sie saß zunächst in der Untersuchungshaftanstalt des Ministeriums für Staatssicherheit ein, anschließend im Frauengefängnis Hohenleuben. Die Haftstrafe wegen Republikflucht von einem Jahr und zehn Monaten wurde nach einer Amnestie am 17. November 1989 beendet.
Hahn studierte Kunstgeschichte, Geschichte und Germanistik an der Humboldt-Universität Berlin. Seit dem Abschluss 1999 ist sie freie Autorin und Schriftstellerin. Sie lebt in Berlin.
Seit 2005 veröffentlicht sie Romane, Rezensionen und zahlreiche Sachbücher. Diese beschreiben subkulturelle Strömungen in der DDR sowie im deutschen und im postjugoslawischen Fußball. Sie veröffentlichte mit ihrem Lebensgefährten Frank Willmann ein Buch zur Kunstaktion Der weiße Strich an der Berliner Mauer.

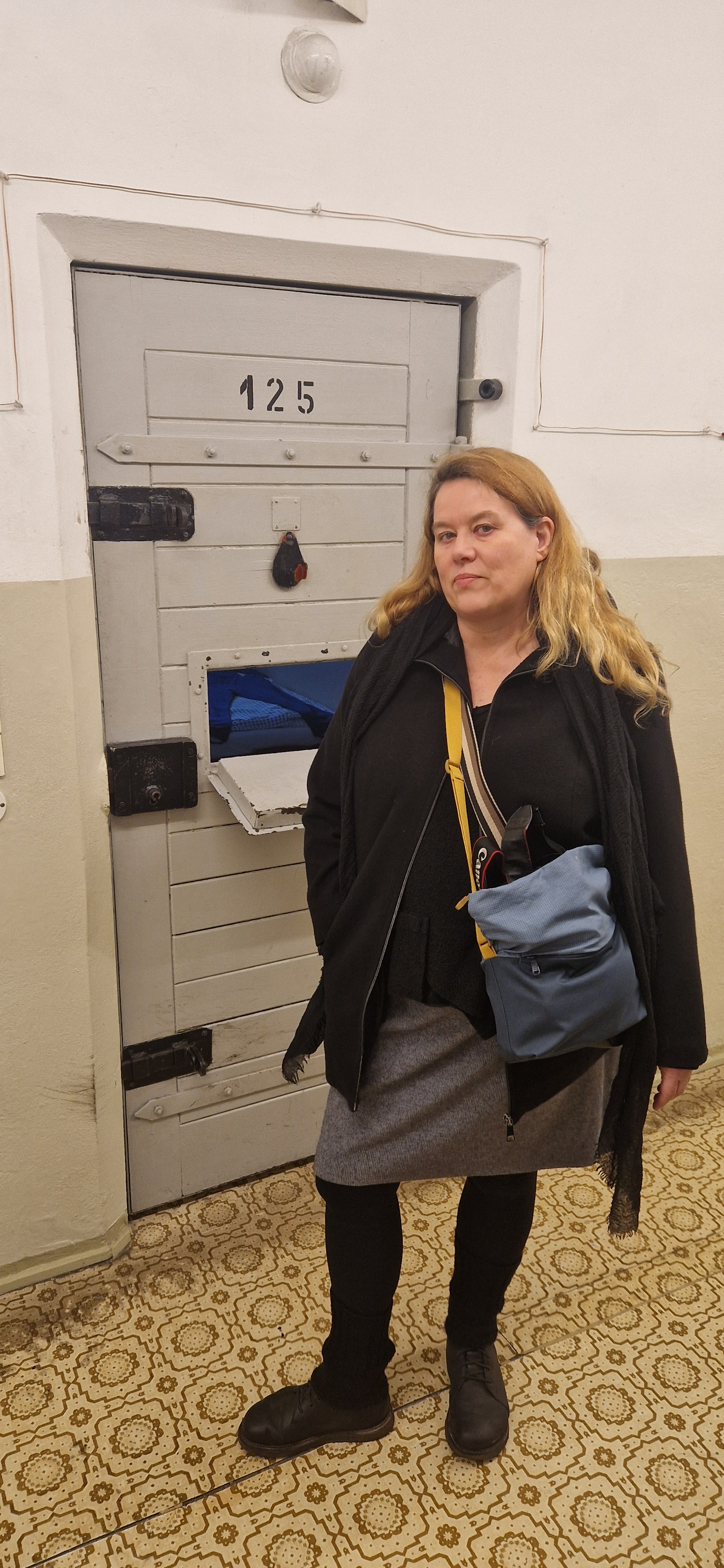
Hahn vor einer Zelle in der vormaligen Untersuchungshaftanstalt Hohenschönhausen des MfS (2025)

Als DDR-Zeitzeugin hält Hahn in Schulen und auf öffentlichen Veranstaltungen Vorträge zu den Themen Unangepasste Jugendliche, Flucht und Haft.

## Werke (Auswahl)
Selbstständige Veröffentlichungen
- mit Guillaume Paoli (Hrsg.): Sklavenmarkt. Utopie und Verlust. Zum Werden und Vergehen einer Veranstaltungsreihe im Unterleib Berlins. Lukas-Verlag, Berlin 2000, ISBN 3-931836-58-4.
- Dreizehn Sommer. Roman. SchirmerGraf, München 2005, ISBN 3-86555-016-9.
- mit Frank Willmann: Satan, kannst du mir noch mal verzeihen, Otze Ehrlich, Schleimkeim und der ganze Rest. Ventil, Mainz 2008, ISBN 978-3-931555-69-6.
- Pogo im Bratwurstland. Punk in Thüringen. Landeszentrale für politische Bildung Thüringen, Erfurt 2009, ISBN 978-3-937967-49-3.
- mit Frank Willmann (Hrsg.): Der weiße Strich. Vorgeschichte und Folgen einer Kunstaktion an der Berliner Mauer. Links, Berlin 2011, ISBN 978-3-86153-651-2.
- DreiTagebuch. Roman. Ventil, Mainz 2014, ISBN 978-3-95575-017-6.
- Gegenüber von China. Roman. Ventil, Mainz 2014, ISBN 978-3-95575-025-1.
- Das Herz des Aals. Roman. Ventil, Mainz 2017, ISBN 978-3-95575-071-8.
- mit Frank Willmann: Mittendrin. Fußballfans in Deutschland. Bundeszentrale für Politische Bildung, Bonn 2018, ISBN 978-3-8389-7169-8.
- mit Frank Willmann: Vereint im Stolz. Fußball, Nation und Identität im postjugoslawischen Raum. Bundeszentrale für Politische Bildung, Bonn 2021, ISBN 978-3-8389-7213-8.
- mit Frank Willmann: Stadionpartisanen – Fußballfans und Hooligans in der DDR. Mitteldeutscher Verlag, Halle 2021. ISBN 978-3-96311-396-3.
- Lebus. Ein Ortsporträt. Verlag Culturcon medien, Berlin 2021, ISBN 978-3-944068-96-1.
- mit Frank Willmann: negativ-dekadent Punk in der DDR. Ventil, Mainz 2022, ISBN 978-3-95575-168-5.
- Anne Hahn träumt Christian Beck. Voland & Quist, Berlin 2023, ISBN 978-3-8639-1353-3.

Beiträge in Anthologien
- Der Clubgeist, oder Wie ich fast zum Fußball gekommen bin. In: Frank Willmann (Hrsg.): Fußballland DDR. Anstoß, Abpfiff, Aus. Eulenspiegel, Berlin 2003, ISBN 3-359-01496-0, S. 48–49.
- Der Silberne Würfel. In: Corinna Waffender (Hrsg.): Kanzlerinnen, schwindelfrei. Über Berlin. Transit, Berlin 2005, ISBN 3-88747-206-3, S. 59–70.
- Ausbruch aus der Langeweile. In: Frank Willmann (Hrsg.): Stadionpartisanen. Fans und Hooligans in der DDR. Neues Leben, Berlin 2007, ISBN 978-3-355-01744-2, S. 155–174.
- Gramfeld. In: Frank Willmann, Torsten Schulz, Christof Meueler (Hrsg.): Hypochonder. 21 Texte über eingebildete Kranke. Mitteldeutscher Verlag, Halle 2008, ISBN 978-3-89812-568-0, S. 37–50.
- Im Zeichen des Clubs. In: Frank Willmann (Hrsg.): Zonenfußball. Von Wismut Aue bis Rotes Banner Trinwillershagen. Verlag Neues Leben, Berlin 2011, ISBN 978-3-355-01792-3, S. 51–58.
- Uhrwerk Mensch. In: Frank Willmann (Hrsg.): Leck mich am Leben – Punk im Osten. Verlag Neues Leben, Berlin 2012, ISBN 978-3-355-50005-0.
- Unter bunten Leuten. (autobiografisch). In: Florian Bickmeyer, Jochen Brenner, Stefan Krücken: Nur raus hier! 18 Geschichten von der Flucht aus der DDR, 18 Geschichten gegen das Vergessen. Hrsg. und Fotografien von Andree Kaiser. Hollenstedt 2014, ISBN 978-3-940138-76-7, S. 139–145.